# Alopochen
Alopochen es un género de aves anseriformes de la familia de las anátidas.

## Etimología
El nombre del género viene de las voces griegas ἀλώπηξ + χήν, que se traduciría como «ganso-zorro» en referencia al color de su lomo. Sin embargo, este vocablo no es lingüísticamente correcto siendo el apropiado Alopecchen o Alopecochen.[cita requerida]

## Taxonomía
Datos obtenidos de la secuencia de ADN mitocondrial en el Citocromo b sugieren que las relaciones filogenéticas entre este género y Tadorna no son tan cercanas como se creía hasta entonces sin embargo son necesarios nuevos estudios.

### Especies
En la actualidad contiene una especie viviente y dos o tres extintas. Estas son:
- Alopochen aegyptiacus (Linnaeus, 1766)
- Alopochen kervazoi (Cowles, 1994) †
- Alopochen mauritiana (Newton & Gadow, 1893) †
- Alopochen sirabensis (Andrews, 1897) † - Posiblemente una subespecie de A. mauritiana